# Miki Ishikawa
Miki Michelle Ishikawa (ur. 29 lipca 1991 w Denver) – amerykańska aktorka i piosenkarka japońskiego pochodzenia.

## Życiorys
Ishikawa urodziła się w Denver w Kolorado. Jej rodzina przeniosła się do Los Angeles w 2000 roku po tym, jak przez kilka lat mieszkała na Hawajach.
Ishikawa rozpoczęła karierę, kiedy podpisała kontrakt z Walt Disney Records jako część grupy muzycznej T-Squad. W tym czasie koncertowała z Jonas Brothers, Miley Cyrus i Cheetah Girls oraz występowała w serialu telewizyjnym Nickelodeon Zoey 101.
Wystąpiła w kilku innych projektach, takich jak Make Your Move, gdzie grała drugoplanową rolę, a następnie w azjatyckim dramacie Sway. 
Miała regularną rolę Amy Yoshida w serialu Terror. Swoją postać opisała następującymi słowami:
"Identyfikuję się jako drugie pokolenie, więc czytając Amy, czułam, że jesteśmy bardzo podobne i czułam się bardzo blisko i związana z postacią."
Zagrała w serialu dla Disney+, Falcon i Zimowy Żołnierz, które są częścią Filmowego Uniwersum Marvela.
Ishikawa jest członkiem UNICEF „Tap Project”; podnoszenie świadomości tych, którzy nie mają dostępu do czystej wody.

## Filmografia

### Film
| Rok  | Tytuł               | Rola                    | Uwagi       |
| ---- | ------------------- | ----------------------- | ----------- |
| 2005 | 3 the Hard Way      | Madison                 | krótki film |
| 2005 | Twoje, moje i nasze | Naoko North             |             |
| 2009 | Funny People        | Członek obsady Yo Teach |             |
| 2013 | Make Your Move      | Natsumi                 |             |
| 2014 | Sway                |                         |             |

### Telewizja
| Rok       | Tytuł                    | Rola                     | Uwagi                     |
| --------- | ------------------------ | ------------------------ | ------------------------- |
| 2005      | Zoey 101                 | Vicky                    | 4 odcinki                 |
| 2008      | Lincoln Heights          | Rywalizujący przywódca   | odcinek The New Wild Ones |
| 2009      | Wszystkie wcielenia Tary | Olivia                   | odcinek Aftermath         |
| 2009      | Yo Teach...!             | Miki                     | małe serie                |
| 2017–2019 | Hit                      | Cynthia Chen             | główna obsada             |
| 2018      | 9-1-1                    | Współpracownik Stephanie | odcinek Let Go            |
| 2019      | Terror                   | Amy Yoshida              | sezon 2                   |
| 2019      | Agenci NCIS: Los Angeles | Jean Chu                 | odcinek Provenance        |
| 2021      | Falcon i Zimowy Żołnierz | Leah                     |                           |